# Abelisaurider
Abelisauriderna (Abelisauridae) var en familj köttätande dinosaurier (theropoder) som levde på den förhistoriska superkontinenten Gondwana. Fossil efter dem har hittats i Afrika, Sydamerika, Indiska halvön och ön Madagaskar. Abelisauriderna frodades under kritaperioden fram tills att de dog ut vid krita/tertiärutdöendet, då alla dinosaurier (med undantag av fåglar, som är ättlingar till små köttätande dinosaurier, dog ut.  

## Om abelisaurider
Som de flesta andra theropoder var abelisauriderna köttätande dinosaurier som gick enbart på bakbenen, och balanserade kroppen med sina långa, kraftiga svansar. De flesta kända abelisaurider var mellan 5 och 9 meter från nostipp till svanstipp. Gemensamt för många abelisaurider var bland annat att deras kranier var väldigt korta och kompakta jämfört med andra köttätande dinosaurier, med omfattande ornamentiering av skallbenet, med olika typer av urgröpningar. Många släkten, exempelvis Carnotaurus, kan också uppvisa märkvärdiga hornutväxter på skallen. Abelisauriderna utmärker sig också genom att de hade väldigt förkrympta framben. Underarmsbenen var mycket kortare än överarmsbenen, och händerna saknade både karpalben och klor. Om frambenen användes till något vet man inte.

## Historia
Den först upptäckta abelisauriden var Abelisaurus comahuensis som beskrevs av paleontologerna José F Bonaparte och Fernando E Novas 1985. De gav den släktnamnet "Abels ödla", "Abel" efter fossilet av upptäckaren och föregående direktören på Museo de Cipolletti, Robert Abel (suffixet efter det grekiska ordet sauros som betyder "ödla"). "Comahuensis" hedrar Comahue-regionen i Cipolletti i Argentina, där man hittade Abelisaurus först. familjen Abelisauridae föreslogs också i beskrivningen. Sedan Abelisaurus har man funnit många andra abelisaurider, och vissa av dem är mer kända. Till exempel Aucasaurus (2002), Carnotaurus (1985) och Majungasaurus (1979). 

## Taxonomi
De flesta vetenskapsmän instämmer att Abelisaurus är en abelisaurid som står utanför familjen Carnotaurinae (Tykoski & Rowe, 2004). Abelisaurider delar vissa skallformationer med de icke relaterade carcharodontosauriderna, och eftersom Abelisaurus endast är känd genom ett kranium diskuterar man om huruvida detta egentligen var en carcharodontosaurid. Men det är osannolikt (Lamanna o.a., 2002).
Familj Abelisauridae
- Chenanisaurus
- Eoabelisaurus
- Kryptops
- Rugops
- Tarascosaurus
- Vitakridrinda
- Xenotarsosaurus
- Carnotaurinae
  - Lametasaurus
  - Brachyrostra
    - Ekrixinatosaurus
    - Ilokelesia
    - Viavenator
    - Skorpiovenator
    - Carnotaurini
      - Abelisaurus
      - Aucasaurus
      - Carnotaurus
      - Pycnonemosaurus
      - Quilmesaurus
- Majungasaurinae
  - Genusaurus
  - Arcovenator
  - Rajasaurus
  - Indosaurus
  - Majungasaurus